# Coddingtonia
Coddingtonia – rodzaj pająków z rodziny klejnotnikowatych. Obejmuje sześć opisanych gatunków. Zamieszkują krainę orientalną.

## Morfologia

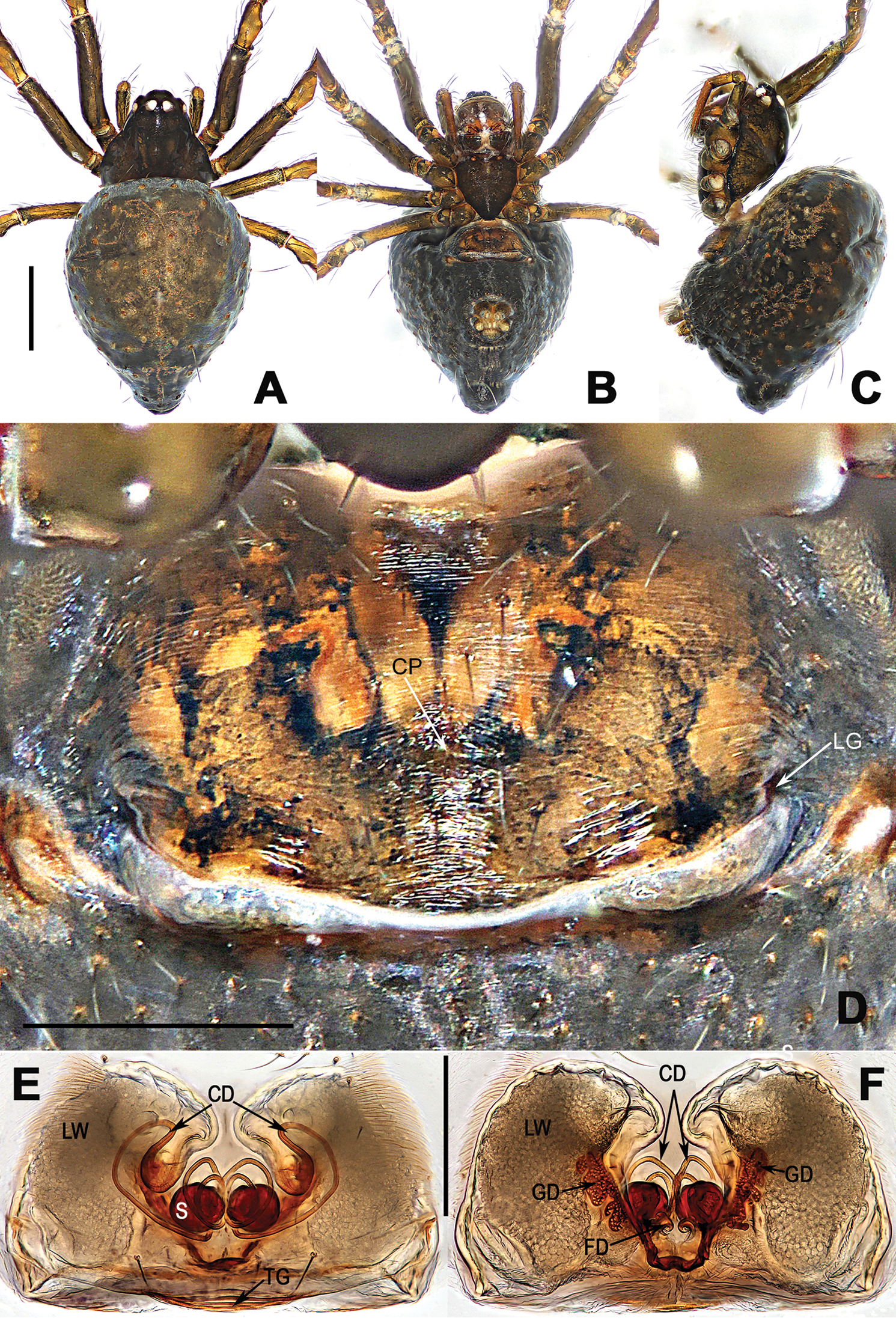
Samica C. erhuan. A: ciało w widoku grzbietowym, B: ciało w widoku brzusznym, C: ciało w widoku bocznym, D: płytka płciowa, E: wulwa w widoku brzusznym, F: wulwa w widoku grzbietowym; CD: przewody kopulacyjne, CP: dołek środkowy, FD: przewody zapłodnieniowe, GD: przewody gruczołowe, LG: bruzdy boczne, LW: skrzydełka boczne, TG: bruzda poprzeczna, S: spermateki

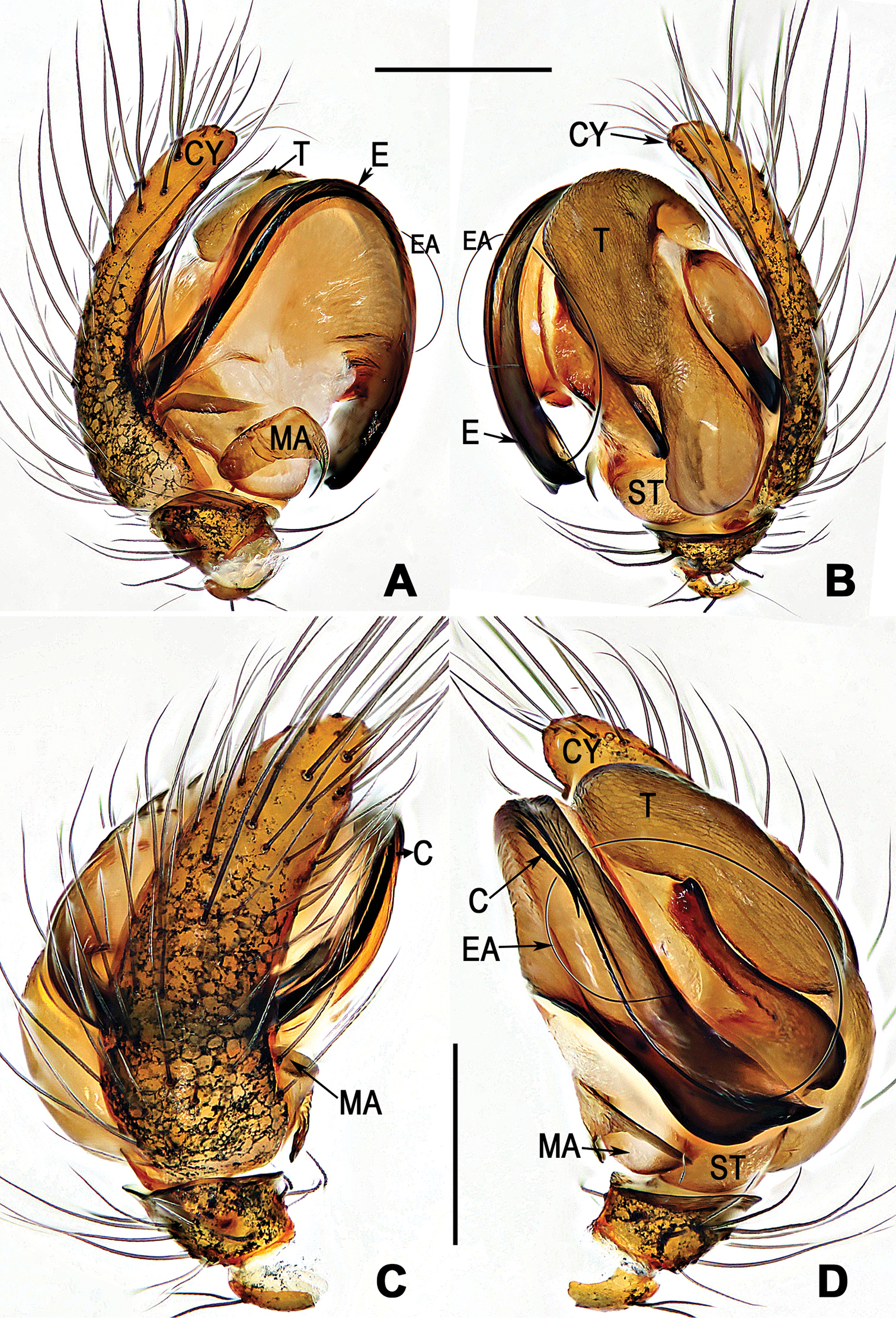
Lewy bulbus samca C. huifengi. A: widok przednio-boczny, B: widok tylno-boczny, C: widok grzbietowy, D: widok brzuszny; C: konduktor, E: embolus, T: tegulum, CY: cymbium, EA: apofiza emboliczna, MA: apofyza medialna, ST: subtegulum; skala 0,2 mm

Samce osiągają od 1,6 do 2 mm, a samice od 1,7 do 2,4 mm długości ciała.
Karapaks miewa ubarwienie od słomkowego po ciemne. Odległość między oczami pary przednio-środkowej nie przekracza znacząco połowy ich średnicy. Płaskie, gładkie sternum ma kolorystykę słomkową do oliwkowej z ciemnym obrzeżeniem. Stosunkowo długie odnóża są słomkowe, czasem z oliwkowymi udami i rzepkami. Kolejność ich par od najdłuższej do najkrótszej to: I, II, IV, III. Golenie dwóch ostatnich par mają trzy lub cztery szeregi trichobotrii. Jajowata w zarysie, ciemna z jasnymi kądziołkami opistosoma (odwłok) jest skąpo porośnięta długimi i grubymi szczecinkami.
Genitalia samicy mają płaską, prawie prostokątną płytkę płciową o dobrze wykształconych listewkach poprzecznych, głębokim dołku pośrodkowym w przedniej ⅓ (położonym przed spermatekami) oraz ukośnych kieszonkach bocznych nad poprzeczną bruzdą. Wulwa ma boczne skrzydełka wykształcone w formie okrągłych, lekko zesklerotyzowanych, rozdętych, przezroczystych torebek kopulacyjnych z grzbietowo-środkowo umieszczonymi kanalikami gruczołowymi. Oddalone od siebie na około jedną swoją średnicę, a od przedniej krawędzi płytki nie dalej niż o połowę długości tejże spermateki są owalne u C. discobulbus, a kuliste u pozostałych gatunków. Bardzo długie i cienkie przewody kopulacyjne otaczają spermateki 2–11 pętlami.
Nogogłaszczki samca mają długie i wąskie cymbium, wchodzący w brzuszny rowek na tymże, dyskowaty konduktor od tyłu i z boków wygraniczający hematodochę wierzchołkową, wychodzącą spod konduktora, poskręcaną, zataczającą półokrąg lub okrąg szczecinkę pośrodkową apofizy embolicznej, pociągłą apofyzę medialną o jajowatej nasadzie i ostrym wierzchołku, czasem opatrzoną wyrostkami grzbietowymi oraz biczykowaty, dłuższy niż szerokość tegulum embolus.

## Rozprzestrzenienie
Rodzaj orientalny, znany z Junnanu i Hajnanu w południowych Chinach, Laosu, Tajlandii, Malezji oraz indonezyjskiej Sumatry.

## Taksonomia
Takson ten wprowadzony został w 2009 roku przez Jeremyego Abrahama Millera, Charlesa Edwarda Griswolda i Yin Changmina na łamach „ZooKeys”. Nazwę rodzajową nadano na cześć Jonathana A. Coddingtona, a jedynym zaliczonym doń gatunkiem został opisana w tej samej publikacji C. euryopoides. W 2011 roku Jörg Wunderlich opisał również monotypowy rodzaj Luangnam. W 2014 roku Facundo Martín Labarque i Charles Edward Griswold zsynonimizowali Luangnam z Coddingtonia oraz opisali nowy gatunek rodzaju, zwiększając ich łączną liczbę do trzech. Kolejne gatunki opisali w 2019 roku Feng Chengcheng i Lin Yucheng.
Do rodzaju tego zalicza się sześć opisanych gatunków:
- Coddingtonia anaktakun Labarque et Griswold, 2014
- Coddingtonia discobulbus (Wunderlich, 2011)
- Coddingtonia erhuan Feng et Lin, 2019
- Coddingtonia euryopoides Miller, Griswold & Yin, 2009
- Coddingtonia huifengi Feng et Lin, 2019
- Coddingtonia lizu Feng et Lin, 2019

O monofiletyzmie rodzaju świadczą synapomorfie w postaci pociągłej apofyzy medialnej o jajowatej nasadzie i ostrym wierzchołku, wystającej spod konduktora pośrodkowej szczecince apofizy embolicznej oraz ukośnych kieszonek bocznych płytki płciowej.